# Murchante
Murchante település Spanyolországban, Navarra autonóm közösségben. Murchante Tudela és Cascante községekkel határos. Lakosainak száma 4239 fő (2024).

## Népesség
A település népessége az elmúlt években az alábbi módon változott:
| Lakosok száma | 3152 | 3289 | 3446 | 3672 | 3758 | 3761 | 3944 | 4154 | 4156 | 4239 |
|               | 2001 | 2004 | 2007 | 2009 | 2012 | 2014 | 2017 | 2019 | 2022 | 2024 |